# Martín Domínguez Berrueta
Martín Domínguez Berrueta (Salamanca, 1869-Granada, 1920) fue un profesor y escritor español.

## Biografía
Salmantino, nació en 1869. Fue catedrático de la Universidad de Granada, director de El Lábaro (1894-1905) y fundador del Lucidarium (1917). Entre sus publicaciones se encontraron títulos como El misticismo de San Juan de la Cruz (Madrid, 1893), Del ruralismo (Salamanca, 1909), La universidad española (Salamanca, 1910), El problema religioso (Salamanca, 1910), La Iglesia y la política (Salamanca, 1910), Crónicas burgalesas (Burgos, 1911), Historias de Don Quijote (Burgos, 1913) y El libro de literatura (Burgos, 1917). Berrueta, que fue profesor de Federico García Lorca, falleció en 1920 en Granada.
Fue hermano de Juan Domínguez Berrueta y de Mariano Domínguez Berrueta.